# Bisdom Kamloops
Het bisdom Kamloops (Latijn: Dioecesis Kamloopsensis) is een rooms-katholiek bisdom met als zetel Kamloops, in Canada. Het bisdom is suffragaan aan het aartsbisdom Vancouver. 

## Geschiedenis
Het bisdom werd opgericht op 22 december 1945, uit delen van het aartsbisdom Vancouver.

## Parochies
Het bisdom had in 2021 een oppervlakte van 120.000 km2 en telde 377.000 inwoners waarvan 11,2% rooms-katholiek was.

## Bisschoppen
- Edward Quentin Jennings (22 februari 1946 - 14 mei 1952)
- Michael Alphonsus Harrington (27 augustus 1952 - 1 augustus 1973)
- Adam Joseph Exner (16 januari 1974 - 31 maart 1982)
- Lawrence Primo Sabatini (30 september 1982 - 2 september 1999)
- David John James Monroe (5 januari 2002 - 1 juni 2016)
- Joseph Phuong Nguyen (1 juni 2016 - heden)

Vancouver (aartsbisdom) · Kamloops · Nelson · Prince George · Victoria